# 龍形八卦掌
龍形八卦掌乃八卦掌的其中一種套路。
整個套路以旋轉靈活為主，節奏快，是一種以避正打斜為主的襲敵功夫。
較著名的龍形八卦有兩種。一為1937年由黃柏年編訂的龍形八卦掌，另一說法為傅振嵩編的傅式龍形八卦，其子傅永輝於1978年編寫龍形八卦掌及傅式八卦推手。

## 書目
- 傅永辉：傅氏(傅式)龙形八卦掌 , 岭南美术出版社, 1987
- 黄柏年：龙形八卦掌, 1937